# 陳秋霖
陳秋霖（1911年—1992年），台灣琴師、作詞人、作曲家、樂器工藝家、唱片製作人、電影製片人、編導，生於日治臺灣臺北廳士林支廳社仔區，善演奏大管弦和殼子弦、嗩吶（台語「吹」）等樂器。
他是古倫美亞唱片（Columbia）公司的主要樂師和作曲員，錄製許多戲歌和流行音樂唱片。曾得到第二屆金曲獎特別貢獻獎，也是知名作詞、作曲家郭大誠的姑丈。

## 研製喇叭弦
1936年，與陳冠華、蘇桐共同參與「台灣新東洋樂研究會」，研製出「鼓吹弦」（古吹弦），也就是「鐵弦」，標準官話叫做「喇叭弦」或「喇叭琴」，現在台灣歌仔戲音樂、客家山歌和客家戲曲音樂還使用，歌仔戲喇叭弦定弦比照廣東高胡，客家音樂喇叭弦定弦純4度或純5度。
1937年，中日戰爭爆發後，他和蘇桐、陳水柳是僅有的3位被日本人留用的台灣戲曲樂師，參加日軍的「明光新劇團」（文藝工作隊；藝工隊；文工團性質），演奏西樂，給宣傳劇伴奏。

## 譜曲作品
- 《可憐青春》（被歌仔戲吸收使用）
- 《滿山春色》（陳達儒作詞，被歌仔戲吸收使用）
- 《路滑滑》
- 《海邊風》
- 《白牡丹》
- 《中山北路行七擺》
- 《月夜嘆》
- 《心糟糟》
- 《賣菜姑娘》

## 電影編導
《乞食開藝旦》是他的電影編導作品（含原創音樂）。

## 影視形象
| 年份 | 作品          | 演員   |
| ---- | ------------- | ------ |
| 2012 | 歌謠風華-初聲 | 王永順 |

## 外部連結
- 郭麗娟寫的陳秋霖小傳